# Aboma etheostoma
Aboma etheostoma, vrsta malene ribice iz porodice glavoča (Gobiidae). Živi u tropskim područjima istočnog Pacifika od južnog Meksika do Paname. Naraste maksimalno do 3.4 centimetra. Jedini je predstvnik svoga roda.
Odlikuje se velikim očima i malenim ustima, a išaran je svjetlodsmeđim pigmentima po tijelu. Voli plitka dna s muljevitom ili pješčanom podlogom.
U Meksiku ga nazivaju Gobio escamoso ili engleski Scaly boy.
U rod Aboma nekada su svrstavane i vrste: 
1. Aboma aliciae Herre, 1936 = Favonigobius aliciae
2. Aboma breunigi (Steindachner, 1879) = Gymnogobius breunigii
3. Aboma lactipes (Hilgendorf, 1879) = Acanthogobius lactipes
4. Aboma snyderi Jordan & Fowler, 1902 = Acanthogobius flavimanus
5. Aboma viganensis (Steindachner, 1893) = Acentrogobius viganensis